# Lapchanga
 (juin 2023).
La Lapchanga (Лапшанга) est une rivière qui coule dans l'oblast de Nijni Novgorod en Russie, traversant les raïons (arrondissements) de Kovernino et de Varnavino. Sa source est à la limite de l'oblast de Kostroma. Elle se jette au kilomètre 267 de la source dans la rivière Vetlouga, près de la commune urbaine de Varnavino sur la rive droite. La Lapchanga s'étend sur 85 km, son bassin est de 1 170 km².

## Données
D'après les données du registre national des eaux, elle appartient au bassin de la Volga Supérieure; elle est un affluent de la Vetlouga, dans le sous-bassin de la Volga de la confluence de l'Oka jusqu'au réservoir de Kouïbychev.

### Affluents
- 13 km: la rivière Loubianka (droit)
- 21 km: la rivière Podorojnaïa (gauche)
- 22 km: la rivière Navras (droit)
- 28 km: la rivière Chada (gauche)
- 37 km: la rivière Bezymianka (gauche)
- 48 km: la rivière Kalibets (gauche)
- 55 km: la rivière Kolobtchikha (gauche)
- 57 km: la rivière Khmelevaïa (droit)
- 67 km: la rivière Ploska (droit)
- 69 km: la rivière Mostovka (droit)
- 71 km: la rivière Popetechnaïa (gauche)